# Sagittaria fasciculata
Sagittaria fasciculata är en svaltingväxtart som beskrevs av E.O.Beal. Sagittaria fasciculata ingår i släktet pilbladssläktet, och familjen svaltingväxter. Inga underarter finns listade.